# Vanessa D’Ambrosio
Vanessa D’Ambrosio (ur. 26 kwietnia 1988 w Borgo Maggiore) – sanmaryńska polityk, deputowana do Wielkiej Rady Generalnej od 2016, kapitan regent od 1 kwietnia do 1 października 2017.

## Życiorys
Urodziła się w 1988. Ukończyła ekonomię i język arabski na Uniwersytecie Bolońskim. Jej praca magisterska dotyczyła zagadnienia ekonomii pracy i kwestii równości płci w Arabii Saudyjskiej po kryzysie w Zatoce Perskiej. 
Od 2014 do grudnia 2016 była członkiem rady miejskiej w Serravalle. W wyniku wyborów parlamentarnych z listopada i grudnia 2016 uzyskała mandat deputowanej do Wielkiej Rady Generalnej z ramienia Zjednoczonej Lewicy. Od tego czasu pełniła również funkcję przewodniczącej delegacji San Marino do Rady Europy. Jej rodzina posiada tradycje polityczne, jako że dziadek, Francesco Berti, był jednym z założycieli Komunistycznej Partii San Marino. 
16 marca 2017 została wybrana przez parlament na stanowisko kapitana regenta razem z Mimmą Zavoli na półroczny okres od 1 kwietnia do 1 października 2017. Jest drugą najmłodszą kobietą pełniącą tę funkcję (28 lat w chwili wyboru), po Marii Lei Pedini Angelini, która w 1981 została wybrana w wieku 26 lat. Jednocześnie, po raz pierwszy w historii kapitanami regentami zostały wybrane tylko kobiety.